# Râul Valea Seacă, Pârâul Mic
Râul Valea Seacă este un curs de apă, afluent al Pârâului Mic. 

## Hărți
- Harta județul Covasna
- Harta Munții Bodoc-Baraolt  Arhivat în 29 ianuarie 2014, la Wayback Machine.